# Бранденбургский музей

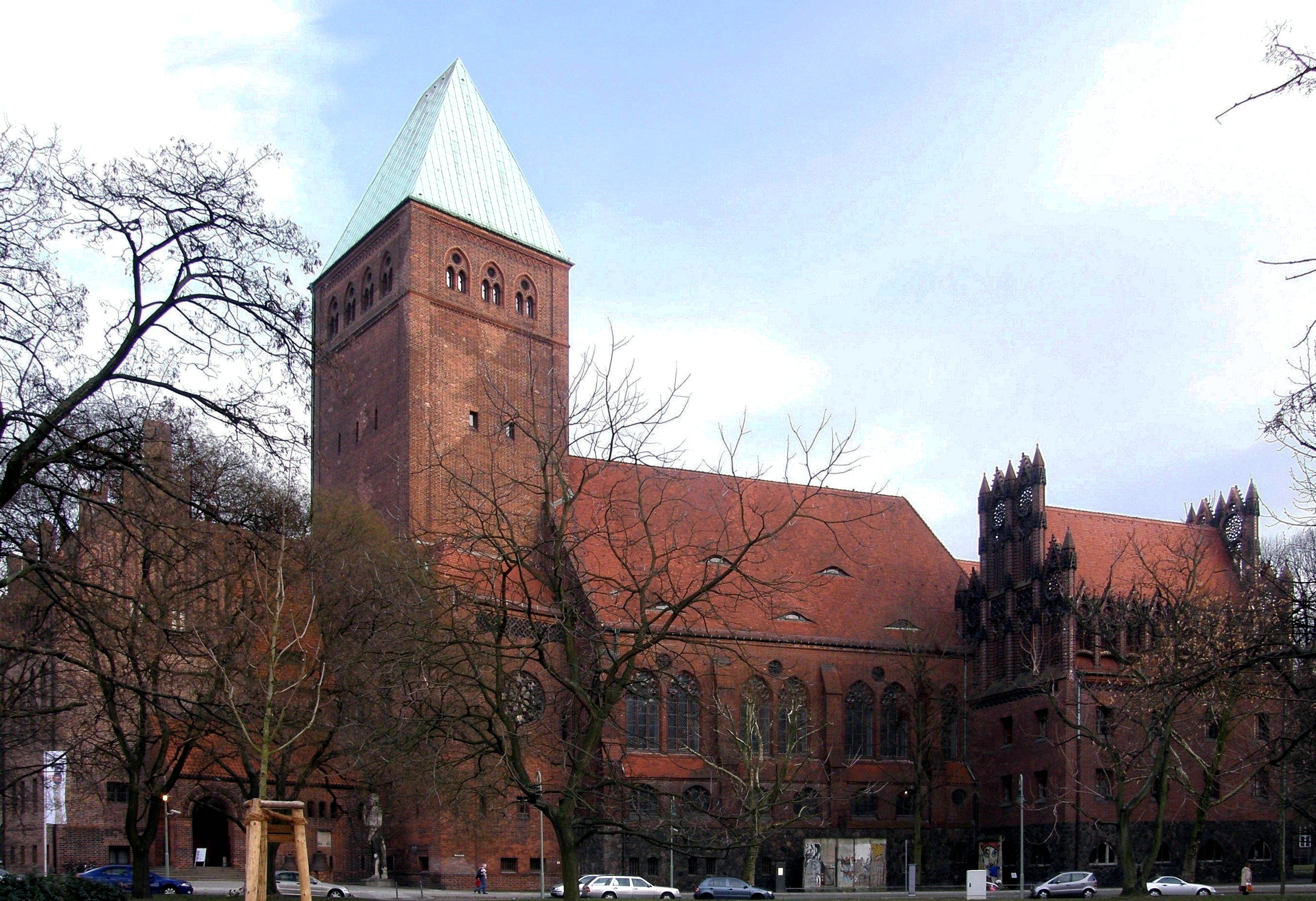
Бранденбургский музей

Бранденбургский музей (Музей Бранденбургской марки, Меркишес-музеум, нем. Märkisches Museum) — музей истории и культуры земли Берлин. Здесь размещается Фонд городских музеев Берлина. Музей расположен на улице Ам-Кёльнишен-парк (нем. Am Köllnischen Park) в округе Митте, в непосредственной близости от Шпрее.

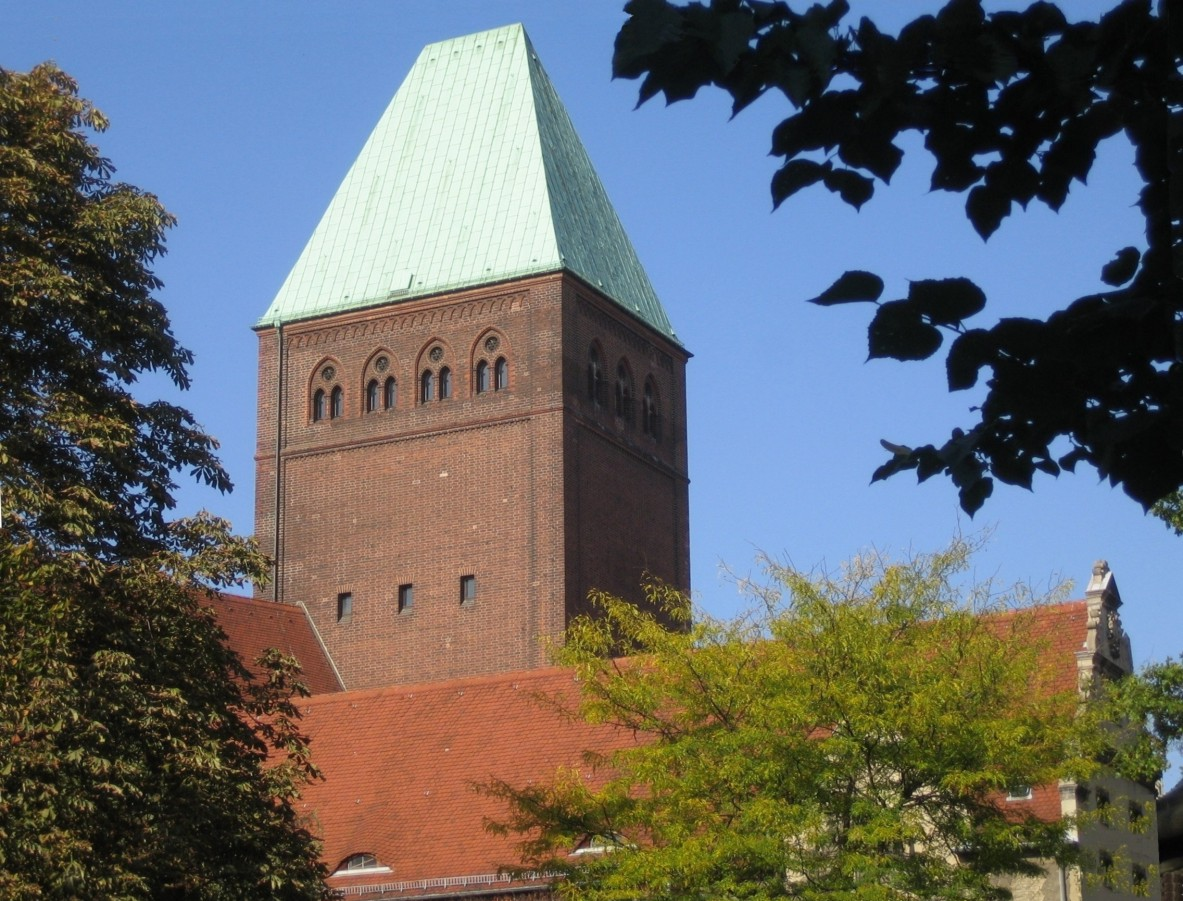
Башня Бранденбургского музея

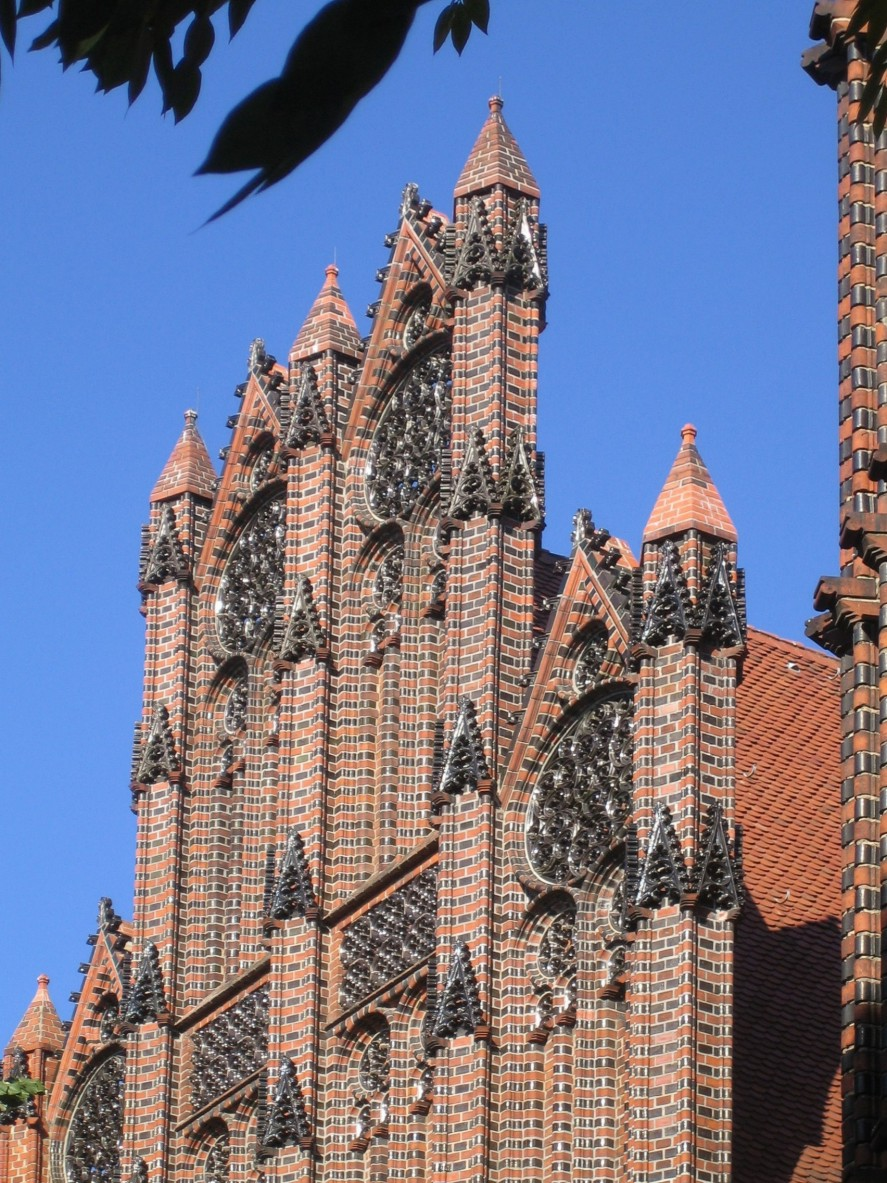
Фасад музея

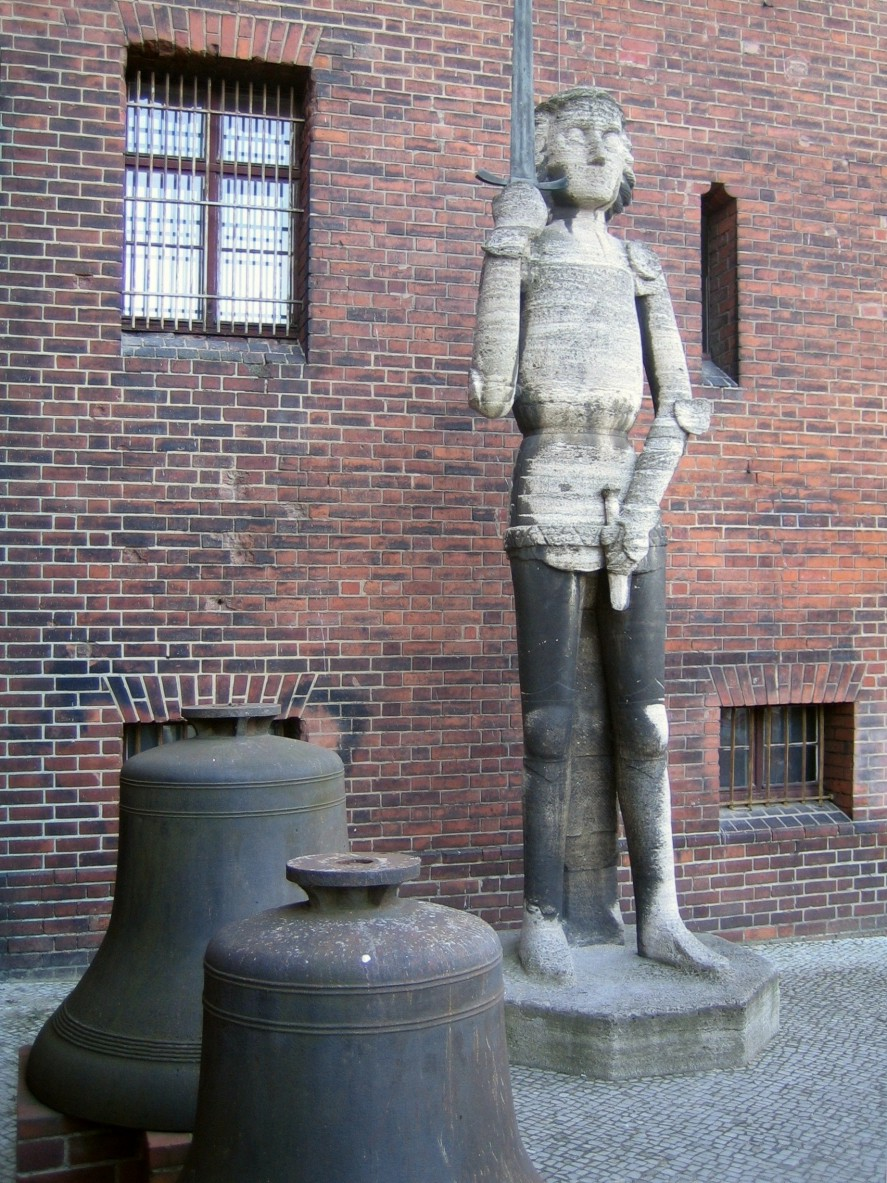
Статуя Роланда. XV век. Копия. Оригинал — у ратуши Бранденбурга-на-Хафеле

История музея берёт своё начало во времена, когда некогда провинциальный город-резиденция стал превращаться в крупный промышленный центр. Численность населения Берлина в 1850—1870 годах удвоилась и составила 800 тысяч человек. Городу требовались профессиональные органы управления и новая ратуша. В 1861 году был заложен первый камень в основание нового здания ратуши, будущей Красной ратуши. Её башня возвышалась над Городским дворцом, что свидетельствовало о росте самосознания городской буржуазии. В то время, когда облик город стремительно менялся, в буржуазных кругах проявился интерес к истории города, к тому, что было уже утрачено и что исчезало на глазах. В Берлине появилось объединение любителей истории Берлина, в которое вошли первые фотографы города, которые запечатлевали для истории изменяющийся город. Эти фотоснимки они позднее предоставили музею.
Особо ценная и древняя часть архивов городского управления из подвалов и хранилищ была передана в первый независимый от королевского дома музей Берлина, получивший название «Бранденбургский провинциальный музей» и разместившийся во Дворце Подевильса.
Некоторое время музей скитался по временным пристанищам, пока в 1904 году под руководством нового главного архитектора города Людвига Хофмана не было построено здание музея. По задумке Хофмана здание музея должно говорить само за себя, поэтому Хофман создал комплекс весьма различающихся друг от друга сооружений, включающих в себя элементы различных исторических эпох и создающих соответствующую историческую атмосферу. Здания сгруппированы вокруг двух внутренних дворов, над которыми возвышается башня с четырёхскатной крышей, копия главной башни епископского дворца в Витштоке.
Интерьеры музея также были призваны создавать у посетителей соответствующее настроение. Впечатление древности первому этажу музея, где разместился доисторический отдел, придавали низкие потолки и грубо обработанные стены. Орудия и предметы быта каменного века размещались в просто оформленных витринах. Собрание средневековых алтарей и скульптур размещалось в «капелле», своды которой были созданы по средневековым образцам. В светлом зале на третьем этаже в элегантных стеклянных витринах был расставлен фарфор эпохи рококо и коллекция табакерок для хранения нюхательного табака. Всего в музее было около 50 выставочных залов.
В нацистской Германии Бранденбургский музей участвовал в политике гляйхшальтунг. На аукционах, где проводились распродажи имущества евреев, музей приобретал ценные художественные ценности. Конфискованные у еврейского населения в 1938 году предметы и изделия из благородных металлов частью осели в фондах музея. В начале Второй мировой войны музей был закрыт, а его фонды вывезены на хранение, их большая часть в результате была утеряна. В последние дни войны здание музея сильно пострадало.
После войны музей оказался в советском секторе оккупации Берлина, будущей столице ГДР. Первая послевоенная экспозиция музея открылась уже в 1946 году. В новом государстве ГДР на Бранденбургский музей возлагалась задача поддержки строительству социализма на основе марксистско-ленинского мировоззрения.
После возведения в 1961 году Берлинской стены в Западном Берлине после долгих дебатов открылся свой музей Берлина, разместившийся в барочном здании бывшего берлинского апелляционного суда на Линденштрассе. После объединения Германии в 1995 году под крышей Бранденбургского музея разместился Фонд городских музеев Берлина, объединивший 16 музейных учреждений города.